# Faraj Laheeb
Faraj Laheeb Saeed (arabe : فرج لهيب) (né le 3 octobre 1978 au Koweït) est un footballeur international koweïtien, qui évolue au poste d'attaquant.

## Biographie

### Carrière en sélection
Avec l'équipe du Koweït, il joue 32 matchs (pour 10 buts inscrits) entre 2000 et 2006. 
Il figure dans le groupe des sélectionnés lors des JO de 2000.
Il joue enfin cinq matchs comptant pour les éliminatoires de la coupe du monde, lors des éditions 2002 et 2006.

## Palmarès
Il est champion du Koweït en 2001, 2006 et 2007 avec le Koweït SC. Il remporte également la Coupe du Koweït à trois reprises en 2002 et 2009 avec le Koweït SC et en 2011 avec le Kazma SC.